# Viborgsholmen, Borgå
Viborgsholmen är en ö i Finland. Den ligger i Finska viken och i kommunen Borgå i den ekonomiska regionen  Borgå i landskapet Nyland, i den södra delen av landet. Ön ligger omkring 27 kilometer öster om Helsingfors.
Öns area är 6,8 hektar och dess största längd är 0,5 kilometer i öst-västlig riktning. Ön höjer sig omkring 20 meter över havsytan.